# Anna Gebert
Anna Gebert (ur. 1979 w Warszawie) – polsko-fińska skrzypaczka, profesor Zürcher Hochschule der Künste.
Jest córką polskiej skrzypaczki Grażyny Zeranskiej-Gebert i pianisty Jerzego Geberta. W 1980 rodzina wyemigrowała do Finlandii. 
Pierwsze nauki gry na instrumentach pobierała od swojej matki a następnie, od 1989, w Akademii Sibeliusa w Helsinkach. Następnie studiowała u Igora Bezrodnego w helsinkach, Magdaleny Rezler we Fryburgu Bryzgowijskim i w końcu ukończyła klasę mistrzowską u Any Chumachenco w Wyższej Szkole Muzyki i Teatru w Monachium. Poprzez Program Fulbrighta ukończyła dwuletnie studia u Miriam Fried na Uniwersytecie Indiany w Bloomington równocześnie studiując barokowe skrzypce u Stanleya Ritchiego.
W latach 2011-2020 był docentem Norweskiego Uniwersytetu Naukowo-Technicznego w Trondheim. Od 2020 jest profesorem Zürcher Hochschule der Künste w Zurychu, a od 2021 również profesorem muzyki kameralnej w Musik-Akademie der Stadt Basel w Bazylei.
W latach 2005-2007 stypendystka Akademii Karajana fundacji Berliner Philharmoniker. Po ukończeniu stypendium podpisała roczny kontrakt jako zastępca w zespole Berliner Philharmoniker.
Od 2007 do 2011 zastępcą koncertmistrza Gürzenich-Orchester w Kolonii, a  latach 2011-2018 pierwsza koncertmistrzyni Trondheim Symfoniorkester og Opera.
Była członkiem Gustav Mahler Youth Orchestra i European Union Youth Orchestra w latach 1994–1997 i Mahler Chamber Orchestra 1997–2000.